# سیارک ۱۱۱۴۱
سیارک ۱۱۱۴۱ (به انگلیسی: 11141 Jindrawalter، نامگذاری:1997AX14) یازده هزار و صد و چهل و یکمین سیارک کشف شده‌است که در ۱۲ ژانویه ۱۹۹۷ کشف شد.
قدر مطلق سیارک برابر ۲۰.۴ است.